# Federico Miaschi
Federico Miaschi (Genova, 26 aprile 2000) è un cestista italiano.